# Джугчу
Джугчу (тиб. འབྲུག་ཆུ, Вайли:  'brug chu) или Чжоуцю́й (кит. упр. 舟曲, пиньинь Zhōuqū) — уезд Ганьнань-Тибетского автономного округа провинции Ганьсу (КНР). Уезд назван по протекающей на его территории реке.

## История
При империи Хань в этих местах был образован уезд Цяндао (羌道县). При империи Западная Цзинь в 280 году он был расформирован.
Когда после распада империи Цзинь началась эпоха варварских государств, эти земли вошли в состав цянского государства Таньчан (宕昌国). В VI веке оно было покорено Северной Чжоу, и эти земли вновь оказались в составе общекитайского государства.
При империи Мин в этих местах была размещена охранная тысяча. В 1578 году гражданская администрация была отделена от военной; эти земли стали частью области Цзечжоу (阶州). При империи Цин эти места были административно объединены в Подобласть Сигу (西固分州). После Синьхайской революции в Китае была проведена реформа административного деления, и в 1913 году подобласть Сигу была преобразована в уезд Сигу (西固县).
В 1950 году был образован Специальный район Уду (武都专区), и уезд Сигу вошёл в его состав. В 1954 году из уезда Сигу был выделен уезд Таньчан (宕昌县), а остальная часть уезда была передана в состав Ганьнань-Тибетского автономного района (甘南藏族自治区), где стала уездом Джугчу. 26 декабря 1955 года постановлением Госсовета КНР Ганьнань-Тибетский автономный район был преобразован в Ганьнань-Тибетский автономный округ. В 1959 году уезд Джугчу был переименован в Лунде (龙叠县), но в 1962 году ему было возвращено прежнее название (при этом из него был выделен уезд Тево).

## Административное деление
Уезд делится на 4 посёлка и 15 волостей.